# San Agustín (kommun), Honduras
San Agustín är en kommun i Honduras.   Den ligger i departementet Departamento de Copán, i den västra delen av landet, 200 km väster om huvudstaden Tegucigalpa. Antalet invånare är 3 399. Arean är 73 kvadratkilometer.
Terrängen i San Agustín är kuperad.